# Alcyopis nigromaculata
Alcyopis nigromaculata là một loài bọ cánh cứng trong họ Cerambycidae.